# Дім сум
Дім сум (кит.: 點心) — традиційні китайські закуски, що подають до столу разом із чашкою китайського чаю сорту пуер. Являють собою розкладені по декількох тарілочках невеликі порції фруктів, овочів або морепродуктів. Назва перекладається як «зачепити серце» або «запалити душу». На кантонському діалекті звучить як дімсам. У Південному Китаї вельми поширені спеціальні ресторанчики «юм ча», де подається дім сум. У деяких ресторанчиках візки з блюдцями провозять між столами, так що кожен може взяти блюдце з тим видом дім сума, який йому більше до смаку. Ця страва вважається першим у світі фаст-фудом. Втім, на відміну від гамбургерів, дім сум вважається не лише швидкою в приготуванні закускою, але ще і легкою. Поширений на Тайвані та в Сінгапурі, де більшість населення становлять китайці.

## Історія
Практика вживання дім сума має свої витоки з ямча (飲茶) — південнокитайського різновиду культури чаювання вранці. Для мандрівників уздовж Шовкового шляху облаштовували чайні будиночки. Дослідження китайських лікарів виявили, що чай може допомогти травленню, тому власники чайних кімнат почали додавати різні закуски до чаю, чим також збільшували свій прибуток.

## Характеристика
Дім сум не відповідає класичним уявленням європейців чи американців про страви і закуски. Це скоріше не певна страва, а цілий ритуал, що включає не лише декілька різних страв, а й особливий спосіб їхнього приготування і подачі. Це ціла колекція страв, які в Китаї вважаються легкими. Дім сум є невеликі порції десерту, фруктів, овочів, морепродуктів або м'яса, загорнуті в тонкий шар тіста. Цю страву зазвичай подають у ранкові години і вживають разом з чашкою гарячого чаю сорту пуер, а після полудня дім сум змінює обіднє меню.
При цьому, як правило, випивається п'ять-шість невеликих чашок чаю, а сама страва подається в спеціальному посуді, зробленому з бамбука. Цей посуд — спеціальні мініатюрні пароварки, у які поміщаються всього три-чотири невеликі закуски, так що за одне чаювання можна спробувати відразу кілька смаків дім сум і насолодитися різноманітністю смаків цієї страви.
Існує величезна кількість найрізноманітніших рецептів дім сум; у самому Китаї в кожному ресторані подаватимуть не схожі один на одного закуски, називаючи їх однаково. Але найбагатшим за різноманітністю закусок може похвалитися Гуанчжоу — місто, яке вважається батьківщиною дім суму. Там подають таку екзотику, як, наприклад, загорнуті в тісто й обсмажені коріння лотоса. Одним із найпопулярніших і відомих видів вважається наргау (пельмені з креветками). Їхня особливість не лише в начинці — креветках, змішаних з сирим свинячим салом, а й у самому тісті, яке готують із пшеничного крохмалю.

## Види дім сумів
- «наргау» — пельмені з креветками;
- «сяолунбао» та інші різновиди цзяоцзи і вонтонів з прозорою шкіркою з рисового тіста;
- «фончжуа» («кігті феніксу») — смажені курячі лапки у фритюрі з соєвим соусом;
- «даньтат» — тарт;
- яєчний рулет «чуньчжуань»;
- рисова каша «конгі»;
- цзунцзи — клейкий рис, що загорнуто у бамбукове листя;
- «леунфань» — трав'яне желе;
- «доухуа» — закуска з дуже м'яким тофу;
- цзянь дюй — смажене тістечко, виготовлене з клейкого рисового борошна.